# Mordella argyropleura
Mordella argyropleura es una especie de coleóptero de la familia Mordellidae.

## Distribución geográfica
Habita en la Toscana (Italia).